# Meja plastičnosti
Meja plastičnosti (oznaka ReH) je tista meja, ki povzroči prvo trajno raztezanje. Pri nateznem preizkusu je to tista napetost, pri kateri se nanadoma pojavi znaten raztezek brez prirastka napetosti. Ta lastnost gradiv izhaja iz nenadnega zdrsa na mejah kristalnih ploskev.
Pri mnogih gradivih je meja plastičnosti iz δ-ε diagrama težko določljiva, zato je bilo to mejo treba definirati. Za določitev meje plastičnosti uporabljamo tisto napetost, ki po razbremenitvi preizkušanca pusti v materialu še 0,2 % trajnega raztezka (oznaka Rp0,2).  Meja plastičnosti ima velik praktični pomen, ker je poznavanje napetosti, ki povzroči prve večje trajne deformacije, zelo dobro izhodišče za dimenzioniranje, vsekakor boljše od natezne trdnosti.
Poznamo različne tipe meje plastičnosti za različne tipe materialov :
- Naravna meja plastičnosti,
- Neizrazita meja plastičnosti.